# Motorenhöhenprüfstand

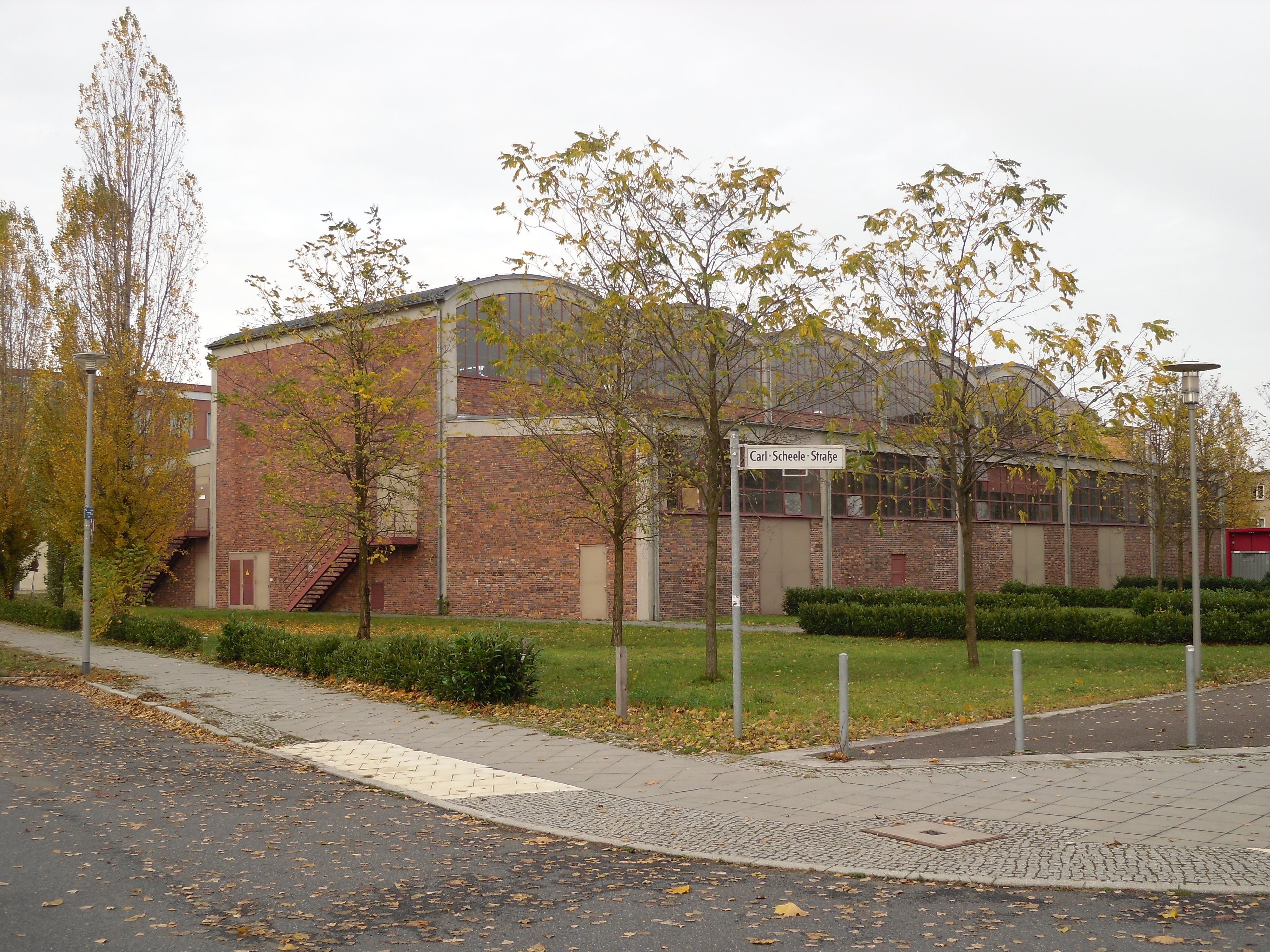
Motorenprüfstand in Adlershof

Ein Motorenhöhenprüfstand (MHP) wird genutzt, um Flugzeugmotoren auf ihr Leistungsverhalten und ihre Lebensdauer unter dem Einfluss veränderter Lufttemperaturen und verändertem Luftdruck zu testen.
Die Teilsimulation der realen Höhenbedingungen ermöglicht es unter anderem, Aussagen über die zu erwartenden Leistung und den Kraftstoff- und Schmierstoffverbrauch der Motoren zu treffen.
Ein noch gut erhaltener MHP, erbaut 1932–1936 vom Architekten H. Brenner für die Deutsche Versuchsanstalt für Luftfahrt e.V. (DVL), steht in Berlin-Adlershof. Er gehört zu den technischen Denkmälern im Aerodynamischen Park (Großer Windkanal, Trudelturm und Schallgedämpfter Motorenprüfstand) und steht unter Denkmalschutz. Die Mittelhalle und zwei seitliche Hallen haben unterschiedliche Entstehungszeiten und Erhaltungszustände. Haupt- und Südhalle wurden von 2000 bis 2003 umgebaut. Hier hat man Labore für hohe Anforderungen für Experimente mit Großgeräten geschaffen. In der Haupthalle befindet sich eine Haus-in-Haus-Konstruktionen, die die inneren Laboreinbauten mit eigener Klimahülle umgibt. Die Nordhalle erhielt
eine neue Außenwand und Platz für Büros. In diesem Motorenhöhenprüfstand hat heute die Arbeitsgruppe SMS – Supramolekulare Systeme des Instituts für Physik der Humboldt-Universität zu Berlin ihren Sitz.